# Gordana Grubin
Gordana Grubin (serb. Гордана Грубин; ur. 20 sierpnia 1972 w Zrenjaninie) – serbska koszykarka, występująca na pozycji rzucającej.

## Osiągnięcia
Stan na 8 czerwca 2016, na podstawie, o ile nie zaznaczono inaczej.
Klubowe
- Mistrzyni:
  - Euroligi (2007)
  - Włoch (2001, 2006)
  - Polski (2002, 2003)
- Wicemistrzyni:
  - Euroligi (2002)
  - Włoch (2004)
  - Federalnej Republiki Jugosławii (1997)
- Brązowa medalistka mistrzostw Węgier (1999)
- Zdobywczyni pucharu:
  - Ronchetti (2000)
  - Węgier (1999)
  - Włoch (2001)
- Finalistka Pucharu Jugosławii (1998)

Indywidualne
- MVP:
  - finałów mistrzostw Jugosławii (1997)
  - meczu gwiazd PLKK (2003)[2]
- Najlepsza zagraniczna zawodniczka mistrzostw Włoch (2000)
- Uczestniczka meczu gwiazd PLKK (2003)[2]
- Liderka:
  - strzelczyń Euroligi (2004)
  - PLKK w skuteczności rzutów z gry (2003)

Reprezentacja
- Uczestniczka mistrzostw Europy (1997 – 8. miejsce, 1999 – 7. miejsce, 2001 – 5. miejsce, 2003 – 8. miejsce)